# قرار مجلس الأمن التابع للأمم المتحدة رقم 578
قرار مجلس الأمن التابع للأمم المتحدة رقم 578، المتخذ بالإجماع في 12 كانون الأول / ديسمبر 1985، أشار إلى تقرير للأمين العام مفاده أنه بسبب الظروف الحالية، سيظل وجود قوة الأمم المتحدة لحفظ السلام في قبرص ضروريًا لتحقيق سلام مستدام. وأعرب المجلس عن رغبته في أن تدعم جميع الأطراف اتفاق النقاط العشر لاستئناف المحادثات بين الطائفتين، وطلب من الأمين العام تقديم تقرير مرة أخرى قبل 31 مايو 1986 لمتابعة تنفيذ القرار.
وجدد المجلس تأكيد قراراته السابقة بما في ذلك القرار 365 (1974) وأعرب عن قلقه إزاء الوضع. وحث المجلس الأطراف المعنية على العمل معًا من أجل السلام ومدد مرة أخرى ولاية القوة في قبرص، المنصوص عليها في القرار 186 (1964)، حتى 15 يونيو 1986.